# Beiwagen 01 bis 03 (Straßenbahn Timișoara)
Die Beiwagen 01 bis 03 der Straßenbahn Timișoara waren eine Kleinserie ungarischer Straßenbahn-Beiwagen. Die drei Wagen entstanden während des Ersten Weltkriegs in der heute zu Rumänien gehörenden Stadt Timișoara, ab 1922 wurden sie als Typ E bezeichnet.

## Geschichte
Aufgrund der kriegsbedingt steigenden Fahrgastzahlen baute die damalige Temesvári Villamos Városi Vasút (TVVV) in den Jahren 1914, 1915 und 1916 in ihren eigenen Werkstätten jeweils einen Anhänger (ungarisch: Pótkocsi) des hier behandelten Typs. Sie wurden mit den Betriebsnummern 01, 02 und 03 in den Bestand eingereiht, die vorangestellte 0 diente als Unterscheidung zu den Weitzer-Triebwagen mit den Nummern 1 bis 17. Die Wagen 01 bis 03 waren nach den Spiering-Pferdebahnwagen von 1869 der zweite Beiwagentyp in Timișoara und ergänzten die erstgenannte Baureihe. 1919 waren sie dann kurzzeitig die einzigen Beiwagen im Bestand – erst mit den ersten demotorisierten Weitzer-Triebwagen des Typs A, die ebenfalls noch 1919 in Betrieb gingen, stand schließlich wieder ein zweiter Anhängertyp zur Verfügung.
Zum Einsatz kamen die Wagen 01, 02 und 03 hauptsächlich mit den 26 Wagen des Typs B, ob sie auch von Weitzer-Triebwagen gezogen wurden, ist nicht überliefert. Ab 1921 beziehungsweise 1922 standen außerdem die neuen Triebwagen der Typen D und DII als Zugfahrzeuge zur Verfügung.
Die Beiwagen 01 bis 03 waren die ersten Eigenbauwagen der Straßenbahn Timișoara, sie begründeten eine lange Tradition die erst 1990 mit dem letztgebauten Timiș-2-Zug endete. Bereits im Jahr 1925 wurden alle drei Beiwagen dieser kleinen Serie wieder ausgemustert und später verschrottet, sie wurden durch die 14 zwischen 1922 und 1926 gebauten Beiwagen des Typs C ersetzt.

## Lieferungen
| Staat             | Stadt     | Lieferungsjahre | Stückanzahl | Nummerierung |
| ----------------- | --------- | --------------- | ----------- | ------------ |
| Österreich-Ungarn | Timișoara | 1912–1914       | 3           | 01–03        |
| Summe:            | Summe:    | Summe:          | 3           |              |